# Joseph Oyanga
Joseph Oyanga (ur. 28 lutego 1936 w Omoro, zm. 21 lipca 2018 w Tororo) – ugandyjski biskup rzymskokatolicki, w latach 1989–2003 biskup Liry.